# 朱姆沃尔特号驱逐舰
朱姆沃尔特号驱逐舰（USS Zumwalt (DDG-1000)，又譯為朱沃特號）是美国海军朱姆沃尔特级驱逐舰的首舰，以海军上将埃尔莫·朱姆沃尔特名字命名  。

## 交付及成軍
美国通用动力巴斯钢铁造船厂于2016年5月20日正式向美国海军交付了“朱姆沃尔特”（DDG-1000）隐形驱逐舰。 而成軍典禮側於2016年10月15日在《星條旗》發源地巴爾的摩軍港39°16′14″N 76°34′59″W / 39.270603°N 76.582928°W隆重舉行。朱瓦特號的母港是聖地牙哥軍港，將部署到亞太地區。首任艦長 James Kirk 上校與星艦迷航（Star Trek）企業號艦長同名同姓（James Tiberius Kirk），因此引起媒體及公眾關注。

## 事故
2016年11月21日，從巴拿馬運河的加勒比海側要到太平洋側，路過運河的下半部分時發生故障，之後由拖船拖出運河以免阻礙航道，暫時放在羅德曼海軍基地(Rodman Naval Station)8°57′05.57″N 79°34′24.03″W / 8.9515472°N 79.5733417°W。確定船艦狀況後，再選擇合適方法送回母港聖地牙哥軍港32°41′38.04″N 117°09′01.16″W / 32.6939000°N 117.1503222°W修復。

## 参考

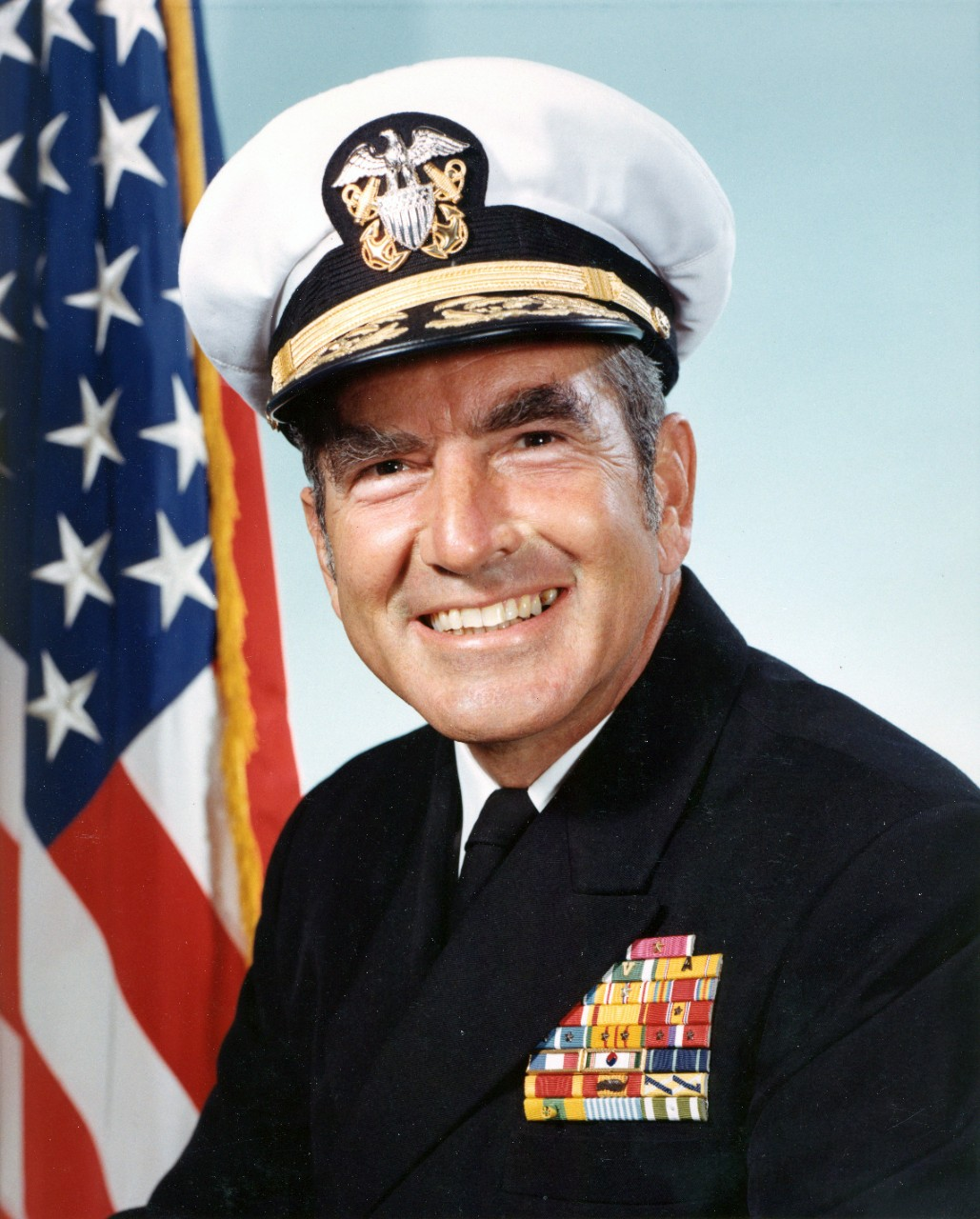
Admiral Elmo Zumwalt海軍上將埃爾默·朱瓦特
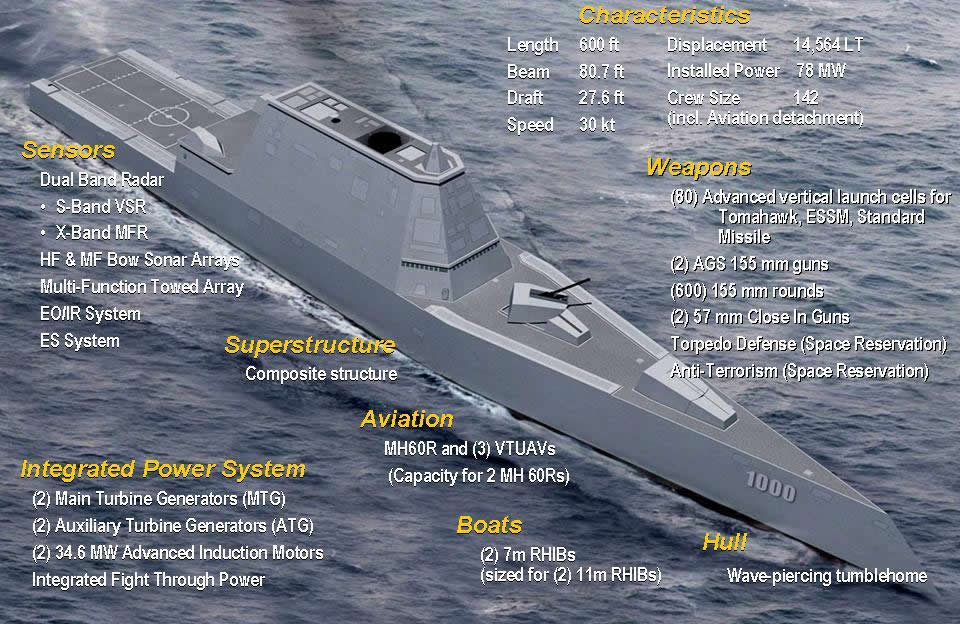
朱瓦特號